# Lepidocyrtus curvicollis
Lépidocyrte curvicolle
Espèce
Lepidocyrtus curvicollis, communément appelé le Lépidocyrte curvicolle, est une espèce de collemboles de la famille des Lepidocyrtidae.

## Distribution
Cette espèce se rencontre en zone holarctique.

## Description
Ce collembole mesure 2,5 millimètres de long.

## Publication originale
- Bourlet, 1839 : « Mémoire sur les Podures ». Mémoires de la Société Royale des Sciences, de l'Agriculture et des Arts de Lille, vol. 1, p. 377-418 (texte intégral).